# Björnlunda landskommun
Björnlunda landskommun var en tidigare kommun i Södermanlands län.

## Administrativ historik
Den 1 januari 1863, när kommunalförordningarna började tillämpas, skapades över hela riket cirka 2 500 kommuner, varav 89 städer, 8 köpingar och resten landskommuner. Då inrättades i Björnlunda socken i Daga härad i Södermanland denna kommun.
Kommunens bildande sammanföll med att Björnlunda socken genomkorsades av den nya stambanan vilket betydde att "centralorten" försköts från Önnersta by till den nya järnvägsstationen Björnlunda vid Skenda.
Kommunen lades i samband med kommunreformen 1952  samman med Gryts och Gåsinge-Dillnäs landskommuner till Daga landskommun.
År 1974 gick Daga landskommun upp i Nyköpings kommun. Därifrån bröts området ut år 1992 för att ingå i nybildade Gnesta kommun.
Det gamla kommunhuset i Björnlunda ligger söder om järnvägen vid Ekvägen och Doktorsparken.

## Politik

### Mandatfördelning i valen 1938-1946
| 9 | 4 | 4 | 3 |

| 18 |

| 8 | 5 | 5 | 2 |

| 16 | 4 |

| 1 | 7 | 5 | 5 | 2 |

| 17 | 3 |